# Christoph Herwart
Christoph Herwart (* 22. Juli 1464 in Augsburg; † 5. November 1529 ebenda) war ein Augsburger Kaufmann.

## Leben
Er stammte aus der Augsburger Kaufmannsfamilie Herwarth (von Bittenfeld). Seine Eltern waren Lucas Herwart (* 1427) und Veronica, geb. Erdwein.
In Antwerpen war seine Firma seit 1509 nachweisbar. 1514 bis 1520 vertrat ihn hier Markus Pfister und in den 1520er Jahren die Brüder Lukas und Christoph von Stetten. Ab 1526 beteiligte er sich in Tirol zusammen mit den Brüdern Anton und Hans Bimmel und mit Anton Fugger an einem großen Montanunternehmen, dem Schwazer Berg-, Schmelz- und Pfennwerthandel. Zusammen mit den Brüdern Bimmel lieh er 1528 Erzherzog Ferdinand von Tirol 45.000 Gulden. Zwischen 1521 und 1529 arbeitete in Lissabon mindestens sechs Faktoren für ihn. Durch ein Abkommen mit Jörg Pock, der 1520 als Vertreter der Nürnberger Hirschvogel nach Goa reiste, gelang ihm der Einstieg in den Ostindienhandel. Er war Anhänger der Reformation.
Nach seinem Tod setzten seine Schwiegersöhne sein Engagement im Fernhandel und Kreditgeschäft fort.

## Ehe und Kinder
Im Mai 1492 heiratete er Elisabeth Pfister (* um 1470)
- Helena (* um 1493) ⚭ Sebastian Neidhart
- Dorothea (* um 1493)
- Felicitas (* um 1498)
- Joachim (* um  1500)
- Magdalena (* um 1503)
- Elisabeth (* um 1505)
- Maria (* um 1507)
- Peter (* 1510)